# Cetatea Orhei
Orhei a fost o veche cetate moldoveană, amplasată de-a lungul apelor Răutului, la 15 km est de actualul oraș Orhei, între prezentele sate Trebujeni și Butuceni. 
Cetatea se poziționa pe o peninsulă creată de cursul Răutului, și era traversată de un val de zidărie și două de pământ care închideau limba de pământ spre uscat; din celelalte trei părți, adâncimea albiei râului și conformația râpoasă a malului înalt puneau cetatea la adăpost de atac.
Astăzi, se mai disting, înăuntrul incintei, intrările unor depozite subterane, dar nici o altă construcție. 

## Istoric
Se presupune că cetatea Orheiului a fost completată în anii 60 ai sec. al XV-lea pe ruinele orașului Hoadei de Aur, Șehr al-Djedid, astfel clădirea principală din fosta citadelă a tătarilor a devenit reședința pârcălabului de Orhei. Fiind dotată cu un cerdac, intrarea în clădire a căpătat aspectul caselor băștinașilor din Moldova. Cripta a fost transformată în beci, unde se păstrau rezervele de produse alimentare. Nu este exclus ca subsolul din palatul pârcălabului să fi fost folosit și ca temniță. După refacere, în subsol se intra printr-o deschizătură făcută special în colțul de nord-est al criptei. 
Se crede, că anume prădalnicele năvăliri ale tătarilor din vara anului 1469 l-au determinat pe Ștefan cel Mare să întreprindă măsuri în vederea consolidării capacității de apărare a țării de-a lungul Nistrului declanșând importante lucrări în vederea edificării unei citadele întărite la Orhei. Despre aceasta ne mărturisesc atât săpăturile arheologice, în cadrul cărora au fost descoperite temelia citadelei, cât și documentele timpului. Astfel, în hrisovul lui Ștefan din 1 aprilie 1470 este pomenit pentru prima dată un pârcălab, adică un comandant militar a cetății Orhei, care după cum se obișnuia pe acele timpuri, îndeplinea și funcții administrative ale ținutului. Acesta era Radu Gangur, fiul „Ganguroaiei celei bătrâne”, un boier din partea locului.
Prin construirea unei cetăți de pământ și lemn la Orhei, Ștefan cel Mare urmărea scopul de a închide o poartă larg deschisă dinspre părțile tătărești pe linia dintre Hotin și Cetatea Albă. Totodată, prin aceasta, voievodul căuta să-și consolideze pozițiile în această parte a țării prin dregători instalați de el, care să se ocupe mai eficient de apărarea și administrarea acestor ținuturi. Până a ajunge la nominalizarea și pe cât permit izvoarele istorice să dezvăluim activitatea acestor dregători de la Orhei (ceea ce vom face într-o secvență viitoare), trebuie să arătăm, că Ștefan cel Mare a acordat o mare atenție acestui târg și acestei cetăți ca centru de apărare și de exercitare a puterii sale (judiciare, administrative și fiscale) în acest ținut. Drept dovadă în această privință poate servi faptul, că în această funcție până la sfârșitul domniei sale Ștefan cel Mare a numit reprezentanți ai marii boierimi dregătoare moldovene, persoane de încredere lui.

### Distrugerea
Datele istorice arată că pe vremea celei de-a doua domnii a lui Petru Rareș, după anul 1541, pe locul vechii Cetăți a Orheiului a fost înălțată o nouă cetate de piatră. Construcția a fost folosită de unii domni moldoveni în vederea restabilirii capacității de apărare a Țării Moldovei. Se presupune că cetatea din piatră de la Orhei a fost distrusă din porunca lui Alexandru Lăpușneanu, care la cererea turcilor a dărâmat mai multe cetăți. În jurul anului 1600, domnitorul Ieremia Movilă a încercat să reconstruiască cetatea, dar fără succes.

## Cercetări arheologice

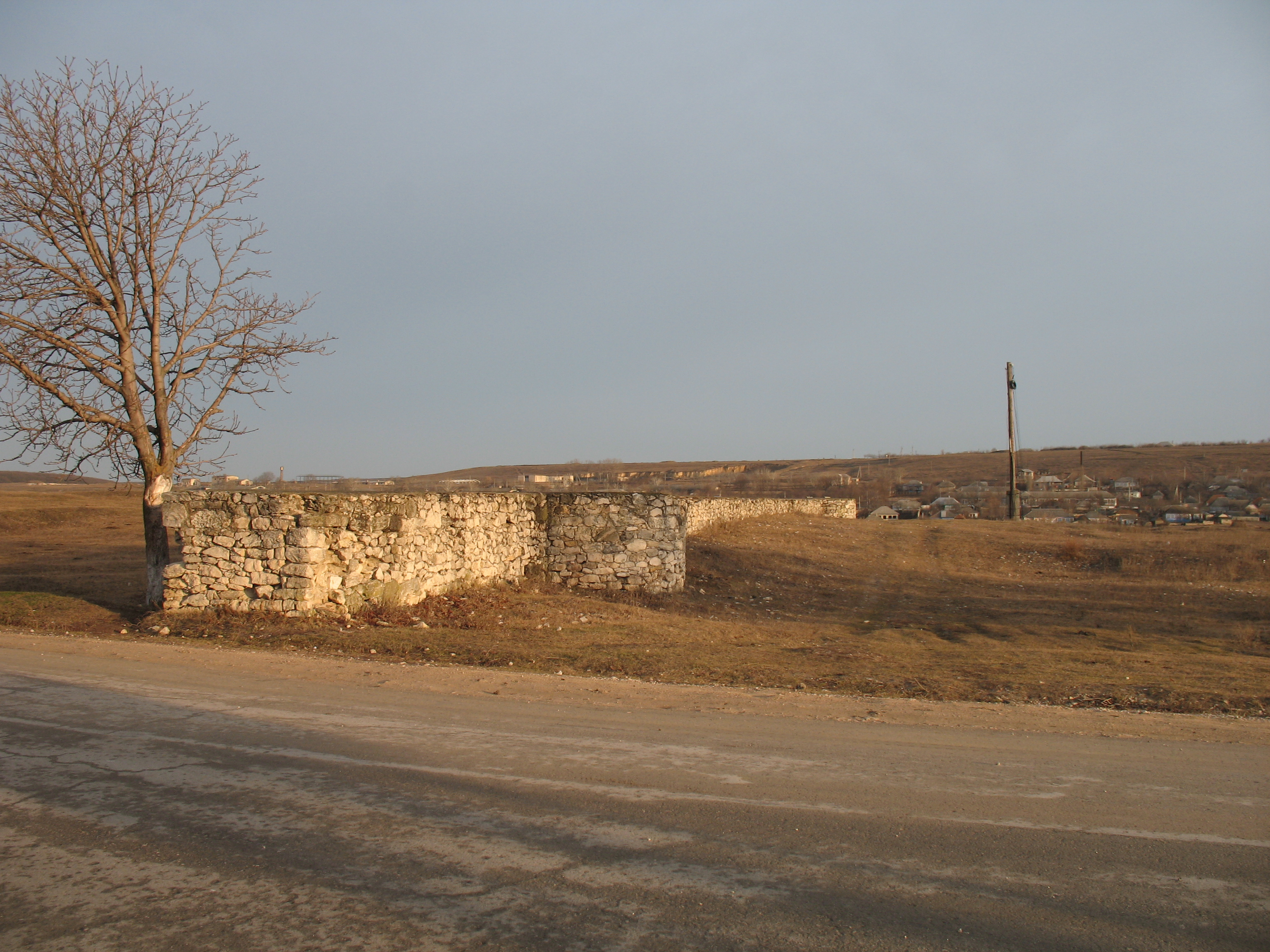
Ruinele palatului pârcăbului

În timpul unor investigații arheologice din 1946, s-a descoperit că cetatea era demolată până la nivelul solului, fiind vizibil doar perimetrul ei de forma unui patrulater trapezoidal de pământ de circa jumătate de metru înălțime. În urma unor cercetări din anii ’50, s-a constatat că cetatea de piatră era suprapusă peste o cetățuie construită anterior din pământ și lemn, iar suprafața pe care se află ea constituia circa un hectar. Arheologii au constatat că cele două cetăți reprezintă două etape în evoluția așezării autohtone de la Orheiul Vechi. Cetatea din pământ a fost datată cu secolele XII–III și atribuită populației autohtone de până la invazia mongolilor. 
Pe baza unor investigații din anul 1953, istoricii au afirmat că Cetatea Orheiului era o cetate naturală care închidea drumul în partea centrală a Moldovei. În urma cercetărilor din anul 1958, în partea de est a cetății s-au găsit vestigiile unor locuințe. Partea subterană aparținuse unei clădiri care a fost distrusă, despre care se considera că ar reprezenta în prima etapă cripta unei moschei sau a unui mausoleu. În a doua etapă, deasupra acesteia a fost construit palatul, iar subteranele au fost reamenajate ca bazine pentru apă. Construcția din interiorul cetății era din patru rânduri de cărămidă și avea și un sistem de încălzire. Studiile mai arată că cetatea din piatră de la Orheiul Vechi poate fi atribuită epocii lui Ștefan cel Mare. Drept dovadă servește forma planului de tip dreptunghiular cu patru bastioane cilindrice la colț. Incinta exterioară era construită din piatră spartă în tehnica opus emplecton, nucleul central și unele porțiuni ale pereților exteriori – din cărămidă arsă oxidant, iar palatul - din cărămidă uscată la soare. Cetatea a fost comparată cu fortul Cetății Albe și Cetății Noi de la Roman, toate având planuri patrulatere, cu turnuri cilindrice la colțuri. Turnurile Cetății Orhei sunt diferite, iar clădirea a intrat în circuitul științific cu denumirea de citadelă.
În urma cercetărilor din anul 1960, s-a precizat că palatul în care locuia pârcălabul cetății avea 10 încăperi și trei bazine. Era ridicat deasupra unei moschei construite în timpul dominației Hoardei de Aur. Pe una din lespezile din piatră a bazinului s-a păstrat inscripția în limba arabă: „Această moschee a ordonat să fie construită evlaviosului binefăcătorul Alih...san”. La sfârșitul sec. al XV-lea, palatul a fost distrus, iar la începutul sec. al XVI-lea aici au locuit orășeni.

## Vezi și
- Șehr al-Djedid
- Cetatea getică de la Butuceni

## Legături externe
- ROMÂNIA în imagini de ieri și azi (romaniaimaginideierisiazi.wordpress.com)
- Cetatea Orheiului în domnia lui Ștefan cel Mare (andreiesanu.wordpress.com)